# Bussy-la-Côte
Bussy-la-Côte is een Franse plaats en voormalige gemeente in het departement Meuse in de regio Grand Est.
Op 1 januari 1973 fuseerde Bussy-la-Côte met Mussey en Varney tot de gemeente Val-d'Ornain.
Bussy-la-Côte · Mussey · Varney